# Èpsilon de l'Au del Paradís
Èpsilon de l'Au del Paradís (ε Apodis) és una estrella de la constel·lació de l'Au del Paradís. És una nana de la seqüència principal blau-blanca de tipus B amb una magnitud aparent mitjana de +5.06. És a aproximadament 551 anys llum de la Terra. Està classificada a com una estrella variable tipus Gamma Cassiopeiae i la seva lluentor oscil·la de l'ordre de 0,05 magnituds.